# Corythucha salicata
Corythucha salicata es una especie de hemíptero heteróptero de la familia Tingidae; es una plaga forestal, de hábito chupador/defoliador. Parasita chopos (Populus alba), frutales (Prunus spp.) y sauces (Salix babilonica).

## Distribución
Se distribuye por México (Distrito Federal, Estado de México, Hidalgo, Puebla y Tlaxcala) y el oeste de Estados Unidos.

## Descripción
Los adultos miden de 2 a 3 mm de longitud; en la vista ventral el cuerpo es negro, mientras que en la parte dorsal está ornamentado con proyecciones cuniculares en cabeza y tórax; también las muestran un patrón de ornamentación reticulado de coloración blanquecina.
Las ninfas tienen espinas de color oscuro que rodean el cuerpo.

## Ciclo de vida
Se presentan varias generaciones al año, con estadios de desarrollo sobre puestos. En inviernos los insectos están más como huevos, aunque en regiones con temperaturas benignas puede haber ninfas y adultos. Los insectos son chupadores de savia y viven principalmente en el envés de las hojas, en grupos de decenas de individuos. Los huevos son puestos en el envés, cerca de las nervaduras.

## Daños
El daño causado por las picaduras de los insectos, que originan moteados cloróticos en las hojas; los cuales son visibles tanto en el haz como en el envés.
En infestaciones severas puede haber defoliación prematura, así como una afectación estética en el follaje por las mismas picaduras y por los excrementos que dejan en el follaje. 